# 맥스웰 아톰스

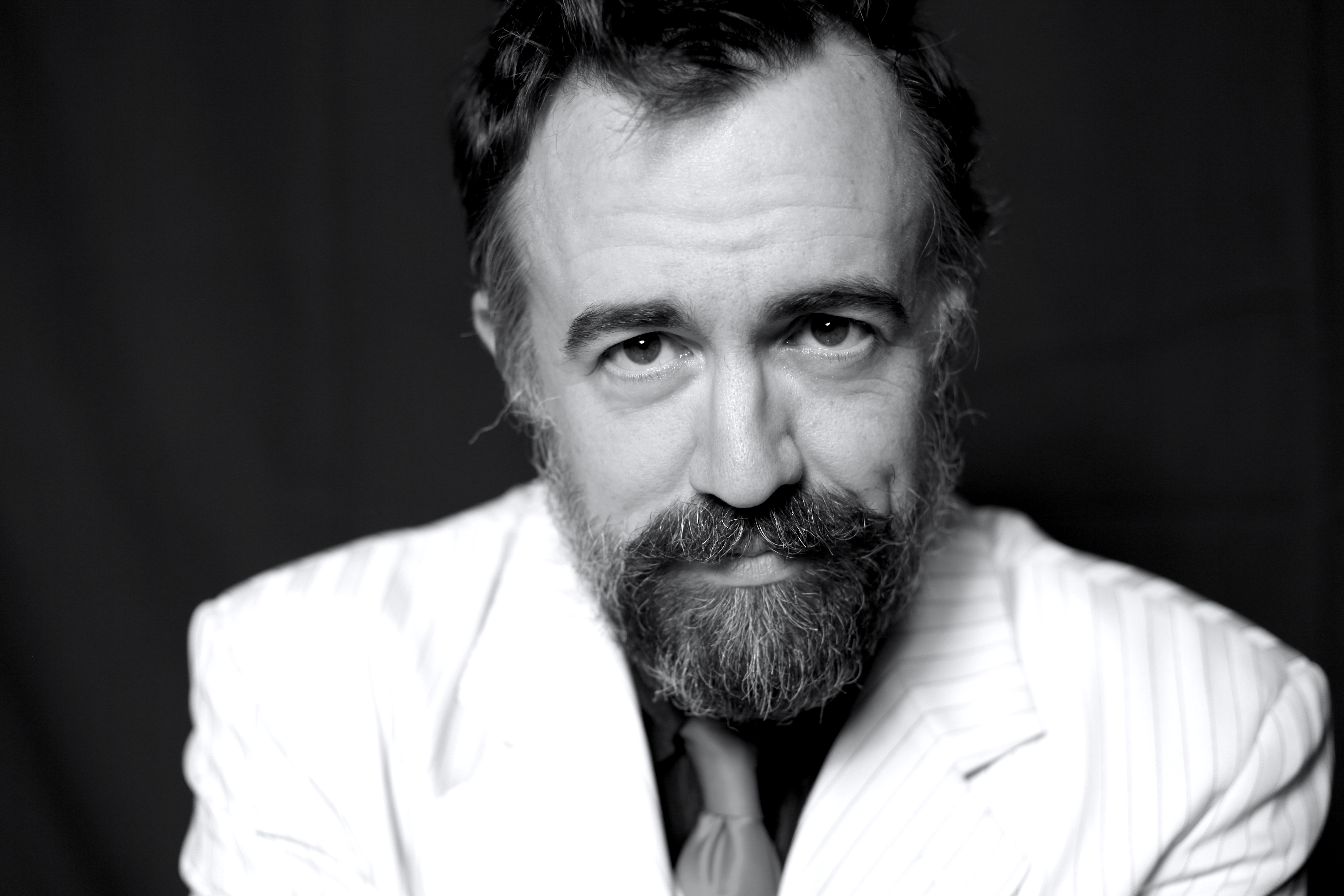

맥스웰 아톰스(Maxwell Atoms, 애덤 맥스웰 버튼, Adam Maxwell Burton)은 미국의 애니메이터, 각본가, 스토리보드 아티스트, 성우이다.
뉴멕시코주 앨버커키에서 태어나 자랐다. 아톰스는 아스퍼거 증후군을 앓고있다.

## 참여 작품

### 텔레비전
- 요술고양이 펠릭스
- 못말리는 푸치니
- 냠냠 차우더
- 어항 속의 하이틴
- 버니큘라 (애니메이션)
- 틴 타이탄 GO!

### 영화
- 빌리와 맨디, 언더피스트의 할로윈 모험